# Vileika
Vileika (bielorruso: Віле́йка; ruso: Виле́йка) es una ciudad subdistrital de Bielorrusia, capital del distrito homónimo en la provincia de Minsk.
En 2023, la ciudad tenía una población de 26 811 habitantes.
Se ubica junto al río Neris, unos 20 km al norte de Maladzechna y unos 25 km al este de Smarhón, en el cruce de las carreteras P28, P29 y P63.

## Historia
Se conoce la existencia del asentamiento, denominado en época medieval "Stary Kuranets", en documentos desde 1436, cuando se menciona en una donación de Segismundo I Kęstutaitis a la diócesis de Vilna. En 1599 adoptó el estatus de miestelis. En 1727, Augusto II de Polonia le concedió un mercado semanal y tres ferias anuales. En la partición de 1793 pasó a formar parte del Imperio ruso, que estableció aquí la capital de un uyezd en la gobernación de Minsk. A partir de 1843, pasó a formar parte de la gobernación de Vilna. Este carácter de centro administrativo, unido a sus buenas comunicaciones fluviales, hizo que la población pasara de unos doscientos habitantes a principios del siglo XIX a unos cuatro mil al finalizar el siglo. En 1904, el transporte fluvial fue reemplazado por una estación de ferrocarril.
Según la Paz de Riga de 1921, quedó incluido en el territorio de la Segunda República Polaca. En 1939, cuando ya tenía más de siete mil habitantes, fue anexionado por la RSS de Bielorrusia, que le dio el estatus de ciudad capital de su propia provincia o vóblast. Sin embargo, entre 1941 y 1944 los invasores alemanes destruyeron casi completamente la ciudad y asesinaron a más de seis mil personas; al recuperar la Unión Soviética el territorio en 1944, se decidió trasladar la capital provincial a Maladzechna, hasta su integración definitiva en la provincia de Minsk en 1960. Pese a haber dejado de ser capital de provincia, es capital de distrito desde 1946 y en el último cuarto del siglo XX pasó de diez mil a casi treinta mil habitantes como área periférica de Maladzechna.